# Де Конинк, Лоран-Гийом
Лоран-Гийом де Конинк (фр. Laurent-Guillaume de Koninck; 3 мая 1809, Лёвен — †16 мая 1887, Льеж) — бельгийский палеонтолог и химик.

## Биография
Учился медицине в местном Католическом университете, а в 1831 году стал ассистентом в химической школе. Проводил химические исследования в Париже и Берлине, занимался преподавательской деятельностью в Гентском и Льежском университетах. В 1856 году он был назначен профессором химии в Льежском университете и сохранил эту должность до конца своей жизни.
С 1835 г. на досуге он начал изучать окаменелости карбона вблизи Льежа, и в конечном счете стал применять эти исследования палеонтологии палеозоя в изучении горных пород и особенно в своем описании моллюсков, брахиоподов, ракообразных в известняках Бельгии. В знак признания этой работы ему в 1875 году была присуждена Медаль Волластона Геологического общества Лондона, а в 1876 он был назначен профессором палеонтологии в Льеже.
Награждён медалью Кларка Королевского общества Нового Южного Уэльса в 1886 году.

## Публикации
- «Eléments de chimie inorganique» (1839)
- «Description des animaux fossiles qui se trouvent dans le terrain Carbonifère de Belgique» (1842—1844, supp. 1851)
- «Recherches sur les animaux fossiles» (1847, 1873)